# Akaflieg Darmstadt München DM-1
Die Akaflieg Darmstadt München DM-1 war ein Experimentalflugzeug der studentischen Fliegergruppen Akaflieg Darmstadt und Akaflieg München. Sie diente als unmotorisierter Versuchsträger für das Überschallprojekt Lippisch P.13a. Das Flugzeug sollte per Mistelschlepp auf einer Siebel Si 204 und später auf einer Douglas DC-3 auf Höhe geschleppt werden und im Sturzflug Geschwindigkeiten von bis zu 560 km/h erreichen. Allerdings wurden die Pläne zugunsten einer Erprobung im Windkanal aufgegeben.

## Geschichte

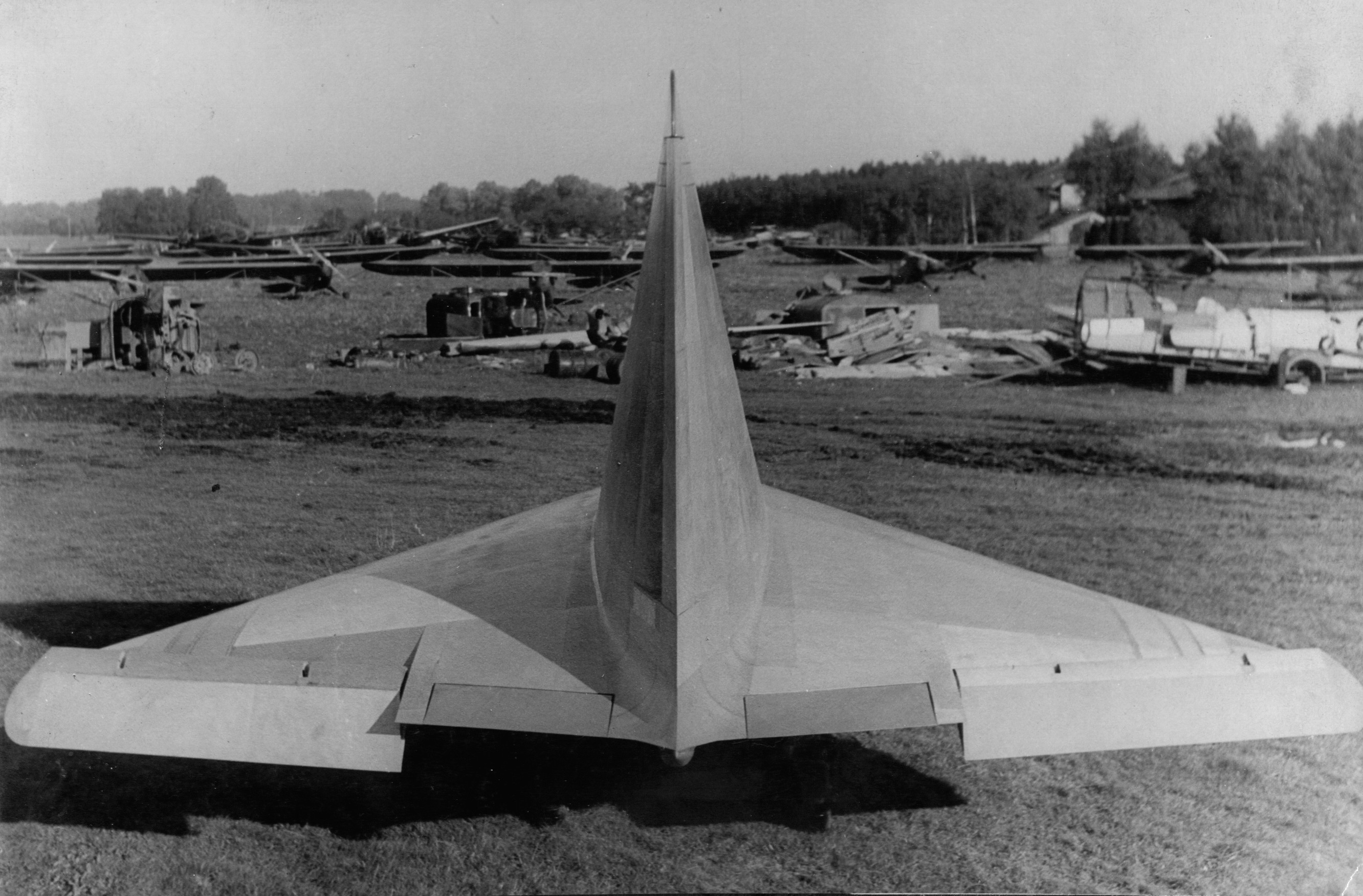
Das Heck der DM-1

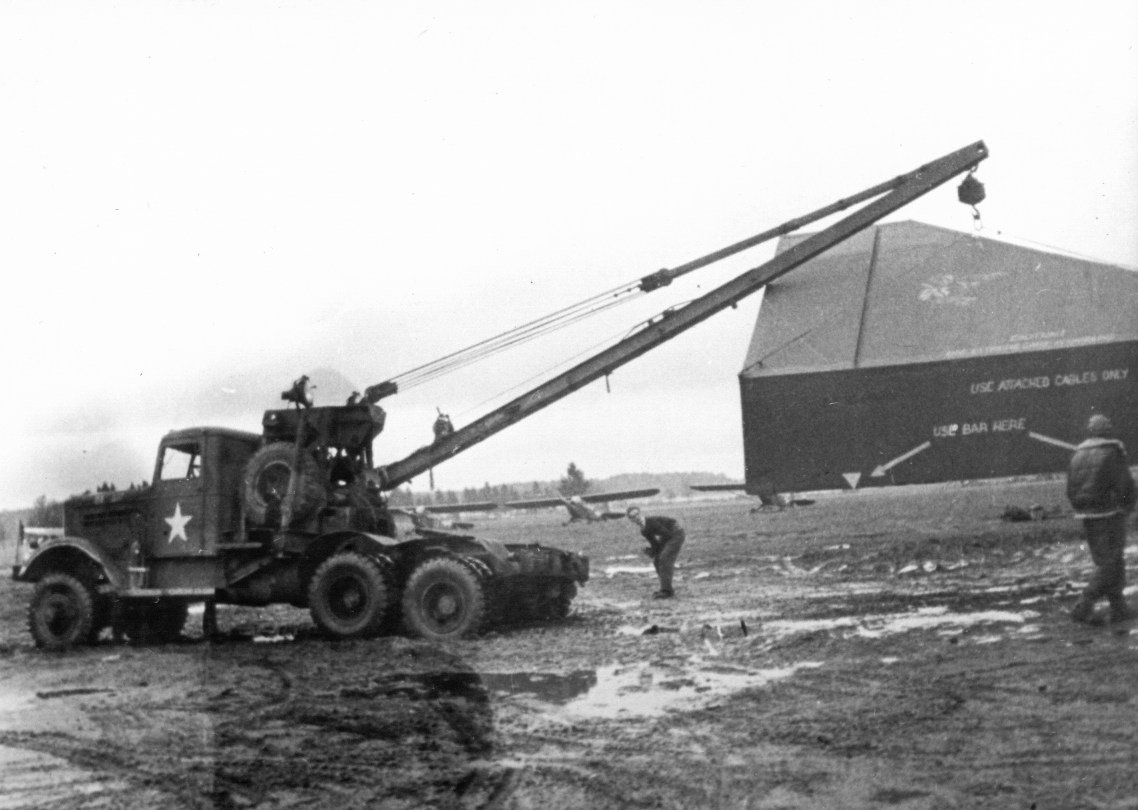
Die DM-1 beim Abtransport durch die US-Armee

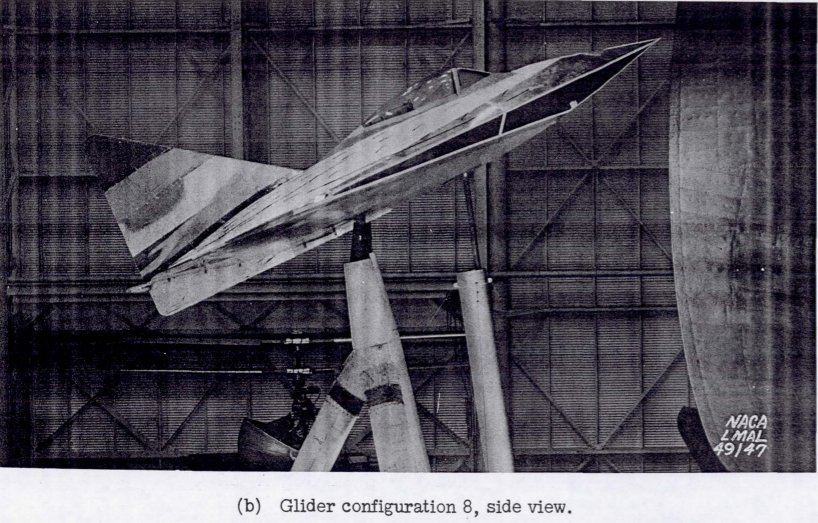
Die DM-1 nach umfangreichen Änderungen durch die NACA

In der Zeit des Nationalsozialismus bekamen die Akademischen Fliegergruppen in Deutschland Projekte und finanzielle Mittel vom Reichsluftfahrtministerium zugeteilt. An einem dieser Projekte arbeitete die Akaflieg Darmstadt in Zusammenarbeit mit Alexander Lippisch unter der Bezeichnung D-33. Als aber die Werkstätten der Studenten im September 1944 bombardiert wurden, zogen sie nach Prien am Chiemsee um und entwickelten das Projekt unter der Bezeichnung DM-1 zusammen mit der Akaflieg München weiter. Das Fluggerät sollte in große Höhen geschleppt werden, um dann im Sturzflug die Flugeigenschaften des Deltaflüglers bei hohen Geschwindigkeiten zu untersuchen. In Wien wurden noch Windkanaluntersuchungen durchgeführt, doch bevor der erste Flug durchgeführt werden konnte, besetzten am 3. Mai 1945 amerikanische Truppen Prien am Chiemsee.
Ab April 1945 sammelten einzelne Teams der United States Army Air Forces (USAAF), die die Kampftruppen begleiteten, unter dem Codenamen LUSTY (LUftwaffe Secret TechnologY) Informationen über geheime Projekte der Luftwaffe. Zum Beutegut gehörte auch die noch nicht fertiggestellte DM-1 in Prien, wo der Aerodynamiker Theodore von Kármán vom California Institute of Technology die Maschine begutachtete und ihre Fertigstellung veranlasste. In dieser Zeit besuchten auch der kommandierende General der 7. US-Armee George S. Patton und Charles Lindbergh die Werkstätten der Studenten in Prien. Im November 1945 war die DM-1 unter der Leitung von Hans Zacher fertiggestellt. Die ersten Flüge sollten in Deutschland mit einer C-47 als Schleppmaschine erfolgen, doch schließlich entschied die USAAF, die DM-1 in die USA zu verschiffen.
Dort traf sie im Januar 1946 ein und wurde zu Windkanaluntersuchungen zum Großwindkanal des Langley Research Center der NACA, dem Vorgänger der NASA gebracht. Das Flugzeug wurde ausgiebig am Boden getestet, ist aber nie geflogen. Zwischenzeitlich wurde auch Alexander Lippisch in die USA gebracht, wo er als Berater des Air Materiel Command auf dem Wright Field tätig war. Obwohl sein Name in keinem offiziellen NACA-Dokument genannt wird, hat er wahrscheinlich auch bei den Tests der DM-1 in Langley beratend mitgewirkt. Mehrfach umfangreich modifiziert, wurde die Maschine schließlich Anfang 1950 dem heutigen Smithsonian National Air and Space Museum übergeben.
Die DM-1 brachte viele Erkenntnisse, die später in Deltaflugzeug-Projekte wie die Convair XF-92 einflossen. Die DM-1 kann im Steven F. Udvar-Hazy Center in der Nähe von Washington, D.C. besichtigt werden (Stand 2020).

## Konstruktion
Die Konstruktion der DM-1 wurde so einfach wie möglich gehalten. Sie bestand vor allem aus Holz, Sperrholz und verschweißten Stahlrohren. Das Cockpit befindet sich im vorderen Teil der Seitenflosse, die sich über die ganze Länge des Flugzeuges zieht. Für bessere Sicht bei hohen Anstellwinkeln (ca. 35° bei der Landung) wurde ein Bodenfenster im Cockpit angebracht.
Während der Windkanaluntersuchungen durch die NACA wurde die äußere Erscheinung der DM-1 stark verändert. So wurden scharfe Kanten am Rumpf angebracht und die Seitenflosse stark verkleinert. Für das Cockpit wurde die Haube einer Lockheed P-80 benutzt. Durch die Änderungen konnte der Auftriebsbeiwert von 0,6 auf 1,32 gesteigert werden.

## Varianten
Die Studenten arbeiteten zeitgleich an motorisierten Weiterentwicklungen, von denen sich Alexander Lippisch allerdings distanzierte, da er bei diesen Entwürfen nicht mehr aktiv mitwirkte. So sollte die DM-2 mit einem Walter Raketentriebwerk des Erfinders Hellmuth Walter ausgestattet werden und der liegende Pilot eine Geschwindigkeit von 6000 km/h erreichen. Die Weiterentwicklungen DM-3 und DM-4 sollten gar 10.000 km/h erreichen. Diese Projekte wurden allesamt nach Kriegsende nicht mehr weitergeführt und hätten wenig Aussicht gehabt, die unrealistischen Leistungsdaten zu erreichen.

## Technische Daten
| Kenngröße             | Daten    |
| --------------------- | -------- |
| Besatzung             | 1        |
| Länge                 | 6,32 m   |
| Spannweite            | 6 m      |
| Flügelfläche          | 19,9 m²  |
| Flügelstreckung       | 1,8      |
| Gleitzahl             | 7        |
| Höchstgeschwindigkeit | 560 km/h |
| Leermasse             | 375 kg   |
| max. Startmasse       | 460 kg   |